# Ратомир Тврдић
Ратомир „Рато” Тврдић (Сплит, 14. септембар 1943 — Сплит, 20. август 2024) био је југословенски и хрватски кошаркаш.

## Клупска каријера
КК Сплит је, повратком Бранка Радовића, 1960. године стрпљиво почео да гради свој пут ка врху југословенске кошарке. Прво је, 1963, изборен пласман у највиши ранг такмичења, да би се, уз помоћ моћног спонзора (по којем је, 1967. године, добио име Југопластика), већ почетком 70-их клуб профилисао у једног од најзначајнијих чинилаца у југословенској лиги. Спиритус мовенс сплитског тима је, током свих тих година, био управо Ратомир Рато Тврдић.
Југопластика је, за његовог времена, освојила сљедеће трофеје:
- 2х првак Југославије (1970/71, 1976/77),
- 3х побједник Купа Југославије (1971/72, 1973/74, 1976/77),
- 2х побједник Купа Радивоја Кораћа (1975/76, 1976/77).

Поред освојених трофеја, Тврдићева Југопластика је, у неколико наврата, у различитим такмичењима, освајала друго мјесто: 
- 4х друго мјесто у првенству Југославије (1971/72, 1973/74, 1974/75, 1975/76),
- 2х финале Купа Југославије (1969/70, 1974/75),
- 1х финале Купа европских шампиона (1971/72),
- 1х финале Куп побједника купова (1972/73).

Након освајања троструке круне, Рато се, 3. маја 1977, опростио од активног играња. У његову част је уприличен сусрет између Југопластике и репрезентације Европе.

## Репрезентативна каријера
Тврдић је дебитовао за репрезентацију 2. децембра 1965. године, а на свом првом великом такмичењу (Мундобаскет 1967) освојио је сребрну медаљу. Исте године је са Југославијом наступао на још два турнира. Са Медитеранских игара се вратио окићен златом, док се на Еуробаскету у Финској, са 3,9 поена по утакмици, уклопио у сивило свог тима, који је освојио девето мјесто.
Изостао је са списка путника за Олимпијске игре у Мексико Ситију (1968), али то није значило да је његова репрезентативна каријера завршена. Напротив. На Еуробаскету у Италији (1969) је, са 7,4 поена по утакмици, дао значајан допринос освајању сребрне медаље.
На Мундобаскету у Југославији (1970), на ком је домаћин освојио прву златну медаљу у својој историји, Тврдић је, као стартер, постизао 5,8 поена по утакмици.
Очекивало се да ће Југословени, на крилима свјетског тријумфа, 1971. године напасти и европску круну, али је сплитски трио (Тврдић, Сканси, Шолман), из неутврђених разлога, одбио позив селектора Жеравице, па су се видно ослабљени плави на Еуробаскету у Западној Њемачкој морали задовољити још једним сребром. Опет су Совјети били прејаки. Одбијање позива је, у то вријеме, представљало прворазредни скандал, али су се страсти убрзо стишале, па је Тврдић био на списку за Олимпијске игре у Минхену (1972). Пораз од Порторика, чији су играчи били допинговани, распршио је снове плавих да могу до медаље. Остварено пето мјесто је оцијењено као неуспјех. Тврдић је на свом једином олимпијском турниру просјечно постизао 7,1 поен по утакмици.
Прилику за поправни испит, југословенски кошаркаши нијесу пропустили. На Еуробаскету у Шпанији (1973) је освојена златна медаља, а Тврдић је, као капетан, доприносио са 7,9 поена по утакмици.
Наредне године је освојена сребрна медаља на Мундобаскету у Порторику (1974). Тврдић је имао значајно умањену минутажу. Долазак млађих и спремнијих играча је свео његову улогу на 4,8 поена по утакмици.
Посљедњи велики турнир на ком је учествовао био је Еуробаскет у Југославији (1975). Освојена је још једна златна медаља, а Рато, сходно договору са селектором Новоселом, није одиграо нити један минут. Био је присутан искључиво као капетан и морална подршка.

## Пост-играчка каријера
Рато Тврдић је, након завршетка играчке каријере, остао чврсто повезан са Југопластиком, у којој је обављао више функција. Након распада Југославије, неко вријеме је био и спортски директор тима. Од 2015. био је предсједник ветерана Југопластике.

## Занимљивости
- Као дјечак је, са својом браћом, Ловром и Драженом, тренирао рукомет, кошарку, веслање, једрење и свирање тамбурица у културно-умјетничком друштву "Филип Девић". Браћа Тврдић ће касније бити саиграчи и у Југопластици.[9]
- Рато, Ловро и Дражен су били веома уигран трио, много опасан по противнике, па су им навијачи Задра у Јазинама спјевали пјесмицу: "Чувај се куге, глади и рата и три Тврдића брата!"
- Два пута је наступио за репрезентацију Европе: 14. и 16. јуна 1973, против Хувентуда (107 - 97) и Реала (95 - 98).[10]
- Са супругом Жуњом има двоје дјеце: сина Јеру и кћерку Горану, која је у браку са Жаном Табаком, бившим хрватским репрезентативцем.[11]
- Завршио је Техничку школу. Слободно вријеме које је добио након што је, по договору са селектором Ранком Жеравицом, изостављен са списка за Олимпијске игре у Мексико Ситију, искористио је да отвори електро-радионицу.
- Добитник је "Трофеја пријатељства", највећег признања мадридског Реала.
- Његов најбољи пријатељ био је Петар Сканси.